# Simulium anatolicum
Simulium anatolicum es una especie de insecto del género Simulium, familia Simuliidae, orden Diptera.
Fue descrita científicamente por Craig en 1987.